# Horst Wawrzynski
Horst Wawrzynski (* 9. November 1952) ist ein deutscher Polizeibeamter, zuletzt von 2008 bis 2012 Polizeipräsident von Leipzig. 2013 war er CDU-Kandidat für das Amt des Oberbürgermeisters der Stadt Leipzig.

## Leben
Horst Wawrzynski wuchs im bayerischen Fürstenfeldbruck bei München auf. 1970 kam er zur bayerischen Polizei. Um in den höheren Dienst zu gelangen, begann er 1984 ein Studium, das er 1986 abschloss. 1990 kam er im Rahmen von Einführungs- und Aufbauseminaren das erste Mal nach Leipzig. 1993 bis 1996 lehrte er an der Polizeiführungsakademie in Münster-Hiltrup; im Anschluss war er bis 2000 Leiter der Bereitschaftspolizei von Sachsen, bis 2004 dann Polizeipräsident in Chemnitz. In Leipzig hatte er mit dem Fall Michele sowie dem sogenannten Diskokrieg zu tun, aber auch der Auseinandersetzung von Hells Angels und Bandidos. In Zusammenhang der sogenannten Sachsensumpf-Affäre stellte Wawrzynski 2008 Strafanzeige wegen Verleumdung gegen die inzwischen freigesprochenen Leipziger Journalisten Thomas Datt und Arndt Ginzel. Die beiden Polizeibeamten, die in Datts und Ginzels Artikeln im Spiegel und auf Zeit online angeblich verleumdet worden seien, hatten eine solche Anzeige selbst nicht stellen wollen.
Die CDU in Leipzig nominierte ihn auf einem Parteitag am 23. Juni 2012 als Kandidat für die Oberbürgermeisterwahl 2013. Im Wahlkampf warb Wawrzynski damit, bereits Personalverantwortung für bis zu 4.000 Menschen getragen zu haben. Er forderte die Vereinfachung der Ansiedlung von Firmen durch Genehmigung „aus einer Hand“ und wollte Schulen, Straßen und Turnhallen erneuern.
Gegenkandidaten der Wahl im Januar und Februar 2013 waren neben dem wiedergewählten Amtsinhaber Burkhard Jung (SPD) unter anderen Felix Ekardt (Grüne), Barbara Höll (Die Linke), René Hobusch (FDP) und Dirk Feiertag (parteilos). Im ersten Wahlgang erreichte Horst Wawrzynski 25,9 % der Stimmen und landete damit auf dem zweiten Platz hinter dem Amtsinhaber Burkhard Jung mit 40,2 %. Im zweiten Wahlgang erhielt Horst Wawrzynski 28,7 %. Gewählt wurde Burkhard Jung von der SPD mit 45,0 %.
Ab Oktober 2012 leitete sein designierter Nachfolger Bernd Merbitz die Polizeidirektion und Wawrzynski befand sich im Urlaub. Inzwischen schied er aus dem aktiven Dienst aus.